# Órteas
Órteas (em grego: Ορταιας; romaniz.: Ortaias) foi um líder tribal berbere do oeste do monte Aurásio, na Numídia, que desempenhou importante papel nas guerras do Império Bizantino contra as tribos berberes na África. Apareceu em 535, quando aliou-se ao general Salomão contra Jaudas, que foi acusado de conspirar com Mastigas para expulsar ele e seu povo de suas terras ancestrais. Em 537, Órteas uniu-se à rebelião do oficial Estútias ao lado de Jaudas e outros líderes mouros. Há uma inscrição proveniente de Arris, no monte Aurásio, na qual louvou-se o grande chefe mouro Masties. Nela há também aparentemente menção a Órteas, que é colocado como responsável pela confecção. Os autores da PIRT interpretaram que a presença de seu nome seja uma fabricação romana para zombar dele.